# Markus Baumann
Markus Baumann (15 de abril de 1971) es un deportista alemán que compitió en remo. Ganó dos medallas de plata en el Campeonato Mundial de Remo, en los años 1997 y 1998, en la prueba de cuatro scull ligero.

## Palmarés internacional
| Campeonato Mundial | Campeonato Mundial     | Campeonato Mundial | Campeonato Mundial  |
| Año                | Lugar                  | Medalla            | Prueba              |
| ------------------ | ---------------------- | ------------------ | ------------------- |
| 1997               | Aiguebelette (Francia) | Medalla de plata   | Cuatro scull ligero |
| 1998               | Colonia (Alemania)     | Medalla de plata   | Cuatro scull ligero |